# Hidenori Kato
Hidenori Kato (加藤 秀典 Kato Hidenori?), född 13 maj 1981 i Mie prefektur, är en japansk fotbollsspelare.
Kato började sin karriär 2004 i Sagan Tosu. Efter Sagan Tosu spelade han för Gainare Tottori, Veertien Mie och Matsue City FC.